# Mirko Vuillermin
Mirko Vuillermin (n. 2 august 1973, Aoste, Valle d'Aosta, Italia) este un sportiv ce a reprezentat Italia, medaliat olimpic. A participat la 2 ediții ale Jocurilor Olimpice (1992, 1994) în care a câștigat o medalie de aur și o medalie de argint.